# Hypererythrops validisaeta
Hypererythrops validisaeta är en kräftdjursart som beskrevs av Nobuyuki Fukuoka och Murano 2002. Hypererythrops validisaeta ingår i släktet Hypererythrops och familjen Mysidae. Inga underarter finns listade i Catalogue of Life.